# Aeroporto Internazionale di Pago Pago
L'aeroporto Internazionale di Pago Pago è un aeroporto sito nel villaggio di Tafuna, sull'isola di Tutuila, a 11,3 km da Pago Pago, capitale dello territorio delle Samoa Americane.

## Storia

### Aeroporto di Tafuna
L'aeroporto di Pago Pago era precedentemente denominato aeroporto di Tafuna: faceva parte della base navale statunitense di Tutuila, facente parte del Gruppo di Difesa delle Samoa. Fu parzialmente costruito prima dell'attacco di Pearl Harbor, ed il 17 marzo 1942 furono completate le due piste di atterraggio.
La pista fu per prima utilizzata dal VMF-111 della Marina degli Stati Uniti, che arrivò via nave da San Diego, in California, il 19 marzo 1942. Il 2 aprile arrivò il primo aereo del MAG-13, che assunse così il compito di difendere le Samoa Americane. Nel maggio giunse infine il VMO-151, così che fu completato il trio di squadroni di difesa del territorio. Nel luglio, infine, il VMO-111 abbandonò l'aeroporto di Tafuna per trasferirsi in quello appena costruito di Faleolo, sull'isola di Upolu, delle Samoa Occidentali (britanniche).
L'originale orientamento delle piste era 09/27 (1 853 m x 152 m) e 14/32 (914 m x 62 m): le piste erano illuminate e vi erano un ampio hangar ed una torre di controllo collocati alla testa dell'odierna pista 08/26 e della sempre odierna area del Parco Industriale di Tafuna.
Assieme alla pista di Tafuna, fu costruita un'altra pista di atterraggio (chiamata Leone per il limitrofo villaggio omonimo), ma ebbe vita breve in quanto fu di rado utilizzata e fu presto abbandonate nel 1945.

### Aeroporto Internazionale di Pago Pago
L'aeroporto di Pago Pago e l'originaria pista militare di Tafuna furono utilizzati per un volo commerciale per la prima volta nel novembre 1946, quando la Pan American World Airways riprese i collegamenti fra Honolulu ed Australia e Nuova Zelanda: fu dapprima usato un Douglas DC-4, che però fu sostituito nel 1956 da una DC-7, quando l'aeroporto di Pago Pago fu elevato ad aeroporto commerciale; era una delle tappe del tragitto che toccava, da Honolulu, Canton, Pago Pago, Nadi, Auckland e Sydney.
Altre compagnie aeree furono la Polynesian Airlines, che operava le tratte con Faleolo, e la Tasman Empire Airways Limited, che operava invece quelle con Nadi e talvolta con Tahiti.
Ma l'impulso maggiore all'aeroporto avvenne sotto il governo di John Fitzgerald Kennedy, poiché venne costruita una nuova pista (la 08/53, di 2473 m x 46 m), mentre la 14/32 fu abbassata al rango di taxiway. Infine la 09/27 fu definitivamente disattivata: queste modifiche, così come l'apertura ai jet nel 1964, vennero effettuate per consentire una maggiore diffusione del turismo locale.
L'aeroporto era un collegamento vitale per raggiungere le Samoa, le vicine isole più popolate e con un maggiore turismo, ma nel 1984 fu allungata la pista dell'aeroporto Internazionale di Faleolo per consentire l'utilizzo di aerei quali il Boeing 737 e conseguentemente iniziò il progressivo abbandono dello scalo di Pago Pago. Rimase solo il collegamento della Hawaiian Airlines per Honolulu.

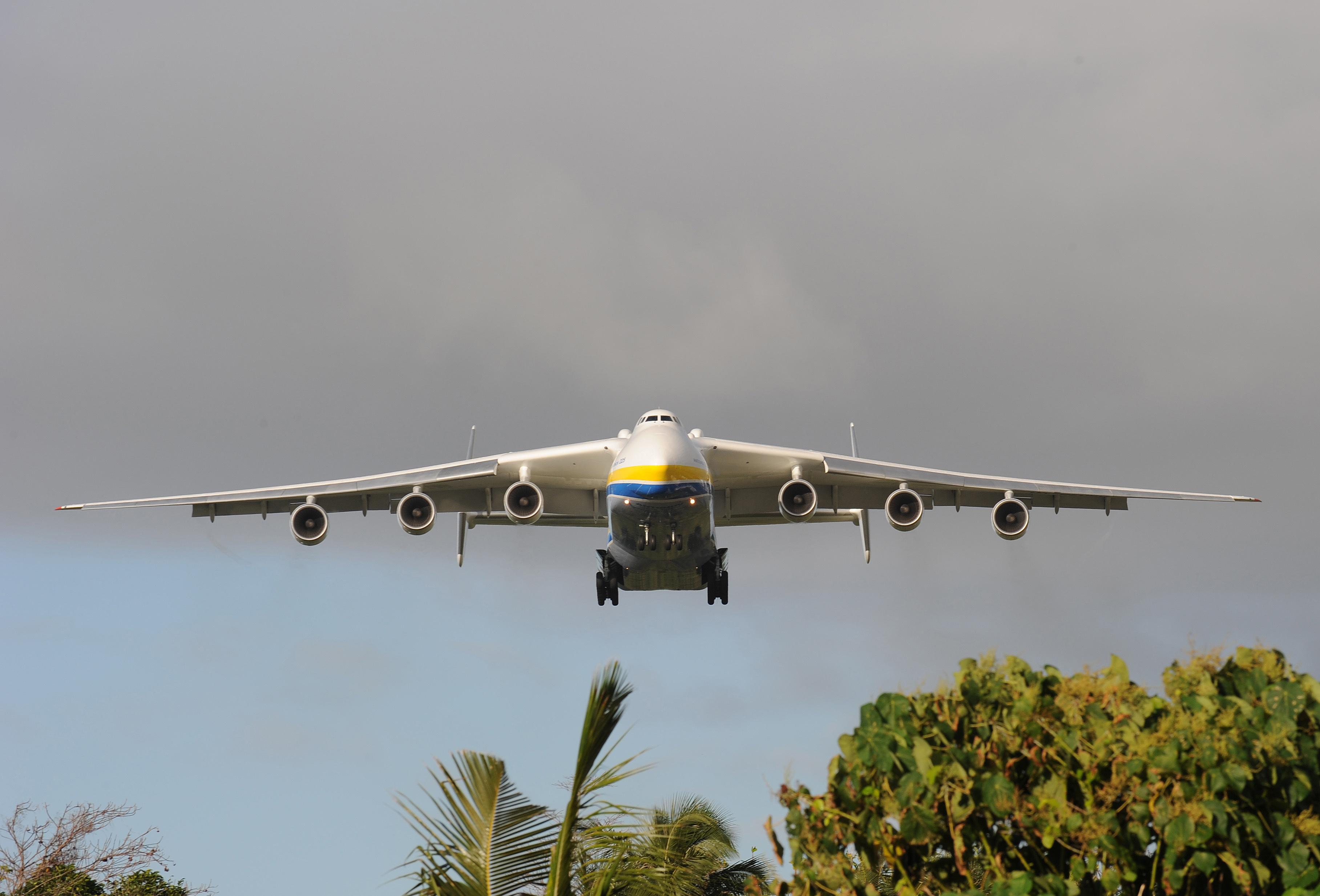
L'arrivo dell'An-225 all'aeroporto di Pago Pago.

Degni di nota per l'aeroporto furono l'arrivo dell'aereo più grande del mondo, l'Antonov An-225, per portare mezzi d'assistenza in seguito al terremoto delle Samoa del 2009; e l'arrivo degli astronauti delle missioni Apollo 10, 12, 13 e 14, recuperati a poche miglia da Pago Pago, quindi ripartiti da qui per le Hawaii con un Lockheed C-141 Starlifter

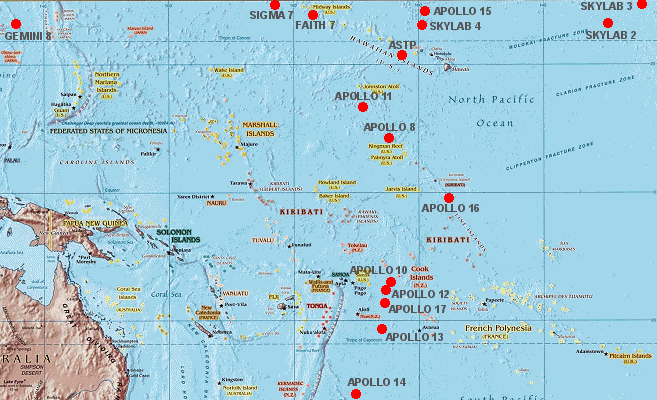
Il luogo di ritrovo degli equipaggi delle missioni Apollo.